# 汉斯·彼泽森
汉斯·彼泽森（丹麥語：Hans Pedersen，1887年11月5日—1943年9月22日），生于克厄市镇，丹麦男子竞技体操运动员。他曾代表丹麦获得1912年和1920年夏季奥运会体操比赛男子团体瑞典式银牌。